# 霍爾茨高爾韋特峰

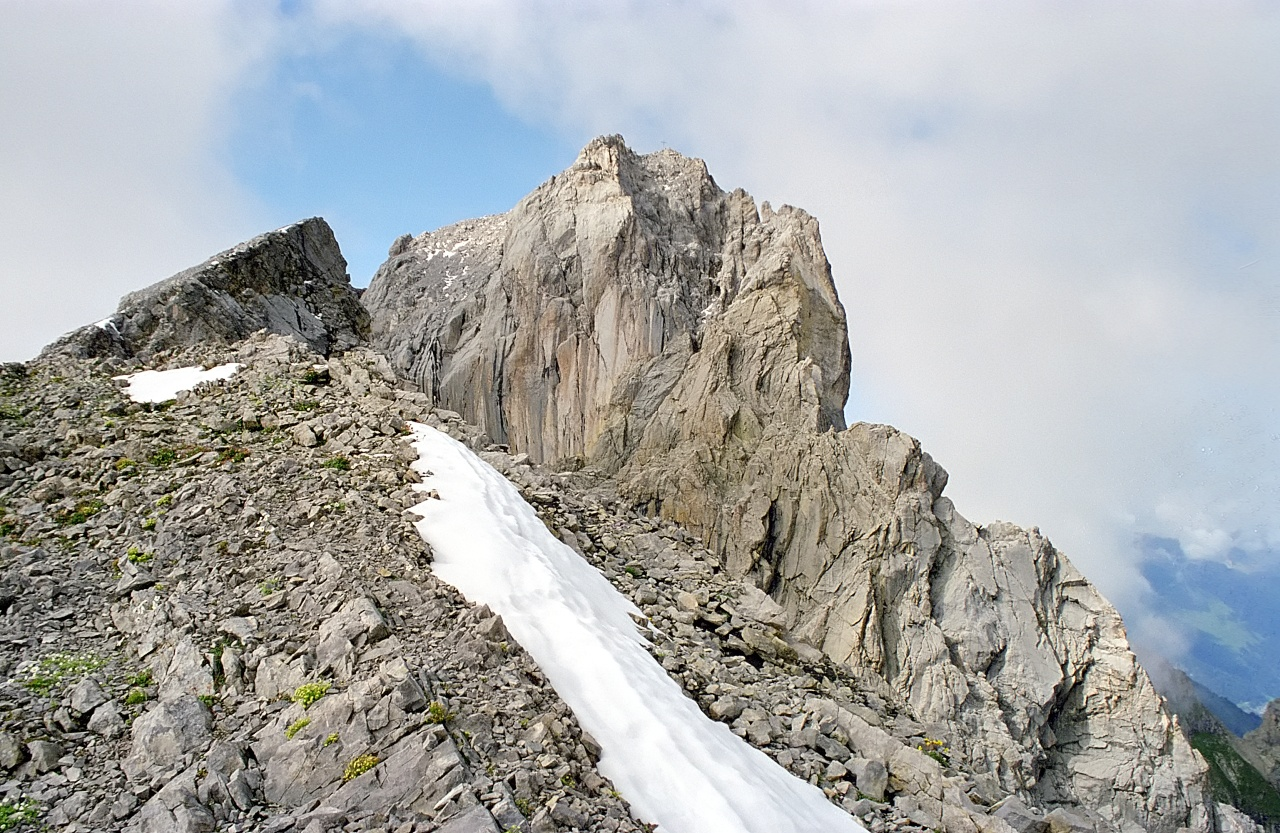

47°12′22″N 10°22′10″E / 47.20611°N 10.36944°E
霍爾茨高爾韋特峰（德語：Holzgauer Wetterspitze），是奧地利的山峰，位於該國西部，由蒂羅爾州負責管轄，屬於萊希塔爾阿爾卑斯山脈的一部分，距離帕賽爾峰8.9公里，海拔高度2,895米，人類在1832年首次登頂。